# 长叶赤瓟
长叶赤瓟（学名：Thladiantha longifolia）为葫芦科赤瓟属的植物，是中国的特有植物。分布于中国大陆的四川、湖南、贵州、广西、湖北等地，生长于海拔1,000米至2,200米的地区，多生长于山坡杂木林、沟边以及灌丛中，目前尚未由人工引种栽培。